# 白臉角鴞
白臉角鴞（學名：Ptilopsis leucotis）是鴞形目鴟鴞科下的一個物種。南白臉角鴞（Ptilopsis granti）本來也是一併收錄於此物種中，後來才被劃分為另一物種。
白臉角鴞可於橫跨非洲的撒哈拉沙漠與赤道之間的地域中找到其蹤影。牠出現於貝寧、布基納法索、喀麥隆、中非共和國、乍得、剛果民主共和國、象牙海岸、吉布地、厄立特里亞、埃塞俄比亞、岡比亞、加納、畿內亞、畿內亞比紹、肯雅、利比里亞、馬里共和國、毛里塔尼亞、尼日爾、尼日利亞、塞內加爾、塞拉利昂、蘇丹共和國、多哥、烏干達等國家。

## 外形特征
全长19-24厘米，体重不详，雌鸟比雄鸟体型稍大。全身体羽棕灰，遍布细长纵纹。白色面盘边缘黑色。虹膜深黄或橘红。

## 生长繁殖
每年1-9月为繁殖季节，利用天然树洞后其他大型鸟类的弃巢营巢，一个巢位可能连续数年被使用。通常一次产2-3颗蛋，间隔2天产一颗。雌鸮产下第一颗蛋后开始孵卵，孵化期约30天。由雌鸮独力孵蛋，雄鸮提供食物。幼鸟破壳后约需父母30-32天的养育方可离巢。

## 保护现状
列入《世界自然保护联盟》（IUCN）ver 3.1：2010年鸟类红色名录。

## 急性应激反应
北白脸角鸮以其特殊的防御机制而著称。当有敌人靠近时，白脸角鸮会选择不同的战术。如果对方是一个体型略大于自己的猫头鹰（比较容易战胜），它会竖起所有的羽毛，撑大自己示威，以恐吓对方不要接近；如果对方是一个体型超大的猫头鹰（难以战胜），它会立刻缩起羽毛，拉长身体，眯起眼睛，把自己变成一个“树枝”，并伺机逃跑，这是应对严重刺激的最终手段。北白脸角鸮会与相近物种分享这一伪装技能，比如非洲角鸮。
事实上，许多其他种类的猫头鹰都会使用这项伪装技能“Tarnstellung”（德語直譯：偽裝姿態），也就是缩小身体看起来像个破树枝，有些种类还会眯着眼睛，耸起翅膀做一个“德古拉”吸血鬼的造型以隐藏身下浅色的羽毛，这种行为能在东美角鸮受到惊吓时看到。